# Мајкл Бубле
Мајкл Стивен Бубле (енгл. Michael Steven Bublé; Бернаби, 9. септембар 1975) канадски је певач, текстописац, глумац и музички продуцент.

## Музичка каријера
Бубле је почео своју музичку каријеру са 16 година певајући по ноћним клубовима. Студијски албум BaBalu издат је 2001. године. Албум Michael Bublé издат је 11. фебруара 2003. године у сарадњи са издавачким кућама 143 Records и Reprise Records и садржао је много песама које су касније постале познате. Са истим издавачким кућама сарађивао је и на другом студијском албуму It's Time на којем је обрађивао неке од познатих старијих џез песама. Албум је достигао прво место на листама у Канади, Италији и Јапану. Са албума Crazy Love издатог 13. октобра 2009. године песма која се издвајала је била Haven't Met You Yet коју је и сам написао. Албум To Be Loved објављен је 15. априла 2013. године, а највећи хит са тог албума је постала песма It's a Beautiful Day.

## Приватни живот
Бублеова породица са очеве стране пореклом је из Трогира.
Бублеовом сину Нои откривен је рак јетре 2016. године и због тога се Мајкл неко време повукао са музичке сцене. Почетком 2017. године Ноа је излечен од рака.

## Дискографија
- BaBalu (2001)
- Dream (2002)
- Michael Bublé (2003)
- It's Time (2005)
- Call Me Irresponsible  (2007)
- Crazy Love (2009)
- Christmas (2011)
- To Be Loved (2013)
- Nobody but Me (2016)
- Love (2018)